# Stefano Daniel
Stefano Daniel (Monastier di Treviso, 14 luglio 1968) è un allenatore di calcio, dirigente sportivo ed ex calciatore italiano, di ruolo centrocampista.

## Carriera

### Giocatore
Cresciuto nella Fiorentina, per la stagione 1988-1989 viene mandato a giocare nella Reggiana con cui si aggiudica il campionato di Serie C1.
Rientrato a Firenze nella stagione successiva, esordisce in Serie A il 3 settembre 1989 in Fiorentina-Genoa (0-0). Con i viola gioca in tutto 2 partite di campionato, una di 1989-1990 ed una di Coppa UEFA, contro l'Atlético Madrid. Ad ottobre scende in Serie B per vestire la maglia del Messina, con cui gioca 5 partite in Serie B.
Tornato alla Reggiana nel 1990-1991 (con cui colleziona 30 presenze in seconda serie), gioca poi due stagioni in Toscana in Serie C1, con l'Empoli prima e con il Siena poi, prima di tornare ancora una volta alla Reggiana, promossa nel frattempo in Serie A, senza tuttavia scendere mai in campi in massima serie. Di lì a poco viene ceduto al Crevalcore, in terza serie, per poi chiudere la carriera con Palazzolo e Giorgione in Serie C2.
In carriera ha totalizzato complessivamente 2 presenze in Serie A, 35 in Serie B e 1 in Coppa UEFA.

### Allenatore
Cessata l'attività agonistica, ha intrapreso quello di allenatore, guidando a lungo formazioni giovanili delle formazione del Triveneto e in particolare del Treviso e dell'Udinese. Nella stagione 2014-2015 ha ricoperto ad interim per una giornata il ruolo di primo allenatore del Pordenone, militante in Lega Pro, a seguito dell'esonero di Lamberto Zauli. Dal 2021 è assistente tecnico nuovamente all'Udinese e poi allo Spezia e al Lecce.

## Statistiche

### Presenze e reti nei club
| Stagione        | Squadra         | Campionato      | Campionato | Campionato | Coppe nazionali | Coppe nazionali | Coppe nazionali | Coppe continentali | Coppe continentali | Coppe continentali | Totale | Totale |
| Stagione        | Squadra         | Comp            | Pres       | Reti       | Comp            | Pres            | Reti            | Comp               | Pres               | Reti               | Pres   | Reti   |
| --------------- | --------------- | --------------- | ---------- | ---------- | --------------- | --------------- | --------------- | ------------------ | ------------------ | ------------------ | ------ | ------ |
| lug.-dic. 1989  | Fiorentina      | A               | 2          | 0          | CI              | 1               | 0               | CU                 | 1                  | 0                  | 4      | 0      |
| dic. 1989-1990  | Messina         | B               | 5          | 0          | CI              | 0               | 0               | -                  | -                  | -                  | 5      | 0      |
| 1990-1991       | Reggiana        | B               | 30         | 0          | CI              | 3               | 0               | -                  | -                  | -                  | 33     | 0      |
| 1991-1992       | Empoli          | C1              | 34         | 2          | CI              | 2               | 0               | -                  | -                  | -                  | 34     | 2      |
| 1996-1997       | Giorgione       | C2              | 14         | 1          | CI-C            | ?               | ?               | -                  | -                  | -                  | 14+    | 1+     |
| Totale carriera | Totale carriera | Totale carriera | 85         | 3          |                 | 6               | 0               |                    | 1                  | 0                  | 92     | 3      |

## Palmarès

### Giocatore
- Campionato italiano Serie C1: 1

Reggiana: 1988-1989 (girone A)
- Campionato italiano Serie C2: 1

Crevalcore: 1993-1994 (girone A)